# Waterloo (Alabama)
 Waterloo, Alabama és una població dels Estats Units a l'estat d'Alabama. Segons el cens del 2010 tenia 203 habitants.

## Demografia
Segons el cens del 2000, Waterloo tenia 208 habitants, 94 habitatges, i 67 famílies La densitat de població era de 105,7 habitants/km².
Dels 94 habitatges en un 23,4% hi vivien nens de menys de 18 anys, en un 56,4% hi vivien parelles casades, en un 12,8% dones solteres, i en un 28,7% no eren unitats familiars. En el 24,5% dels habitatges hi vivien persones soles el 14,9% de les quals corresponia a persones de 65 anys o més que vivien soles. El nombre mitjà de persones vivint en cada habitatge era de 2,21 i el nombre mitjà de persones que vivien en cada família era de 2,6.
Per edats la població es repartia de la següent manera: un 17,3% tenia menys de 18 anys, un 9,1% entre 18 i 24, un 26% entre 25 i 44, un 29,3% de 45 a 60 i un 18,3% 65 anys o més.
L'edat mediana era de 44 anys. Per cada 100 dones hi havia 98,1 homes. Per cada 100 dones de 18 o més anys hi havia 89 homes.
La renda mediana per habitatge era de 25.536 $ i la renda mediana per família de 31.000 $. Els homes tenien una renda mediana de 33.750 $ mentre que les dones 18.750 $. La renda per capita de la població era de 15.167 $. Aproximadament l'11,3% de les famílies i el 9,7% de la població estaven per davall del llindar de pobresa.

## Poblacions més properes
El següent diagrama mostra les poblacions més properes.